# Skilak Lake
Skilak Lake est un lac d'Alaska, aux États-Unis, situé dans la Péninsule Kenai, et représente une partie élargie de la Rivière Kenai, mais il transporte aussi des débris glaciaires.

## Géographie

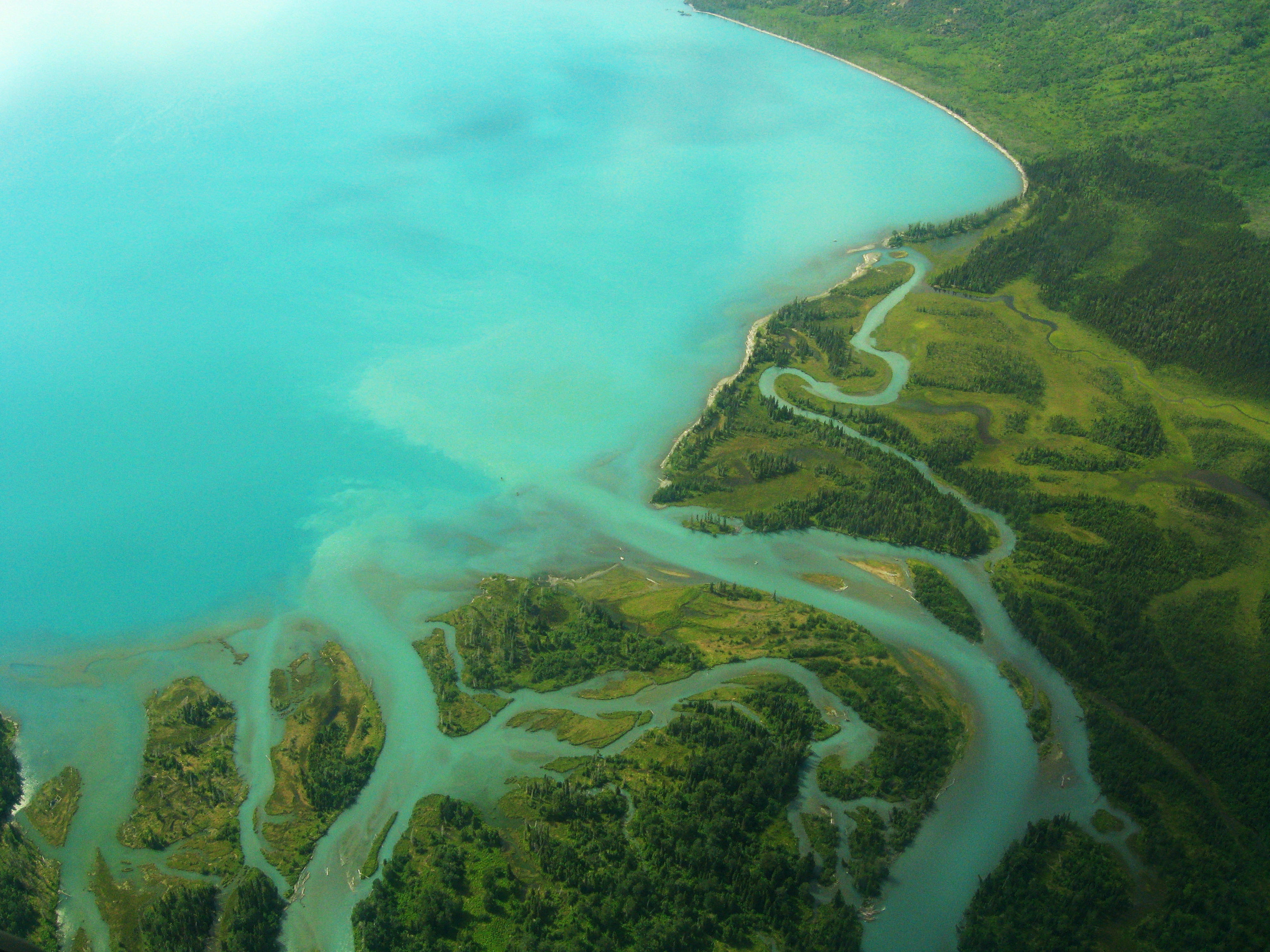
L'eau turquoise du Skilak Lake, vue du ciel

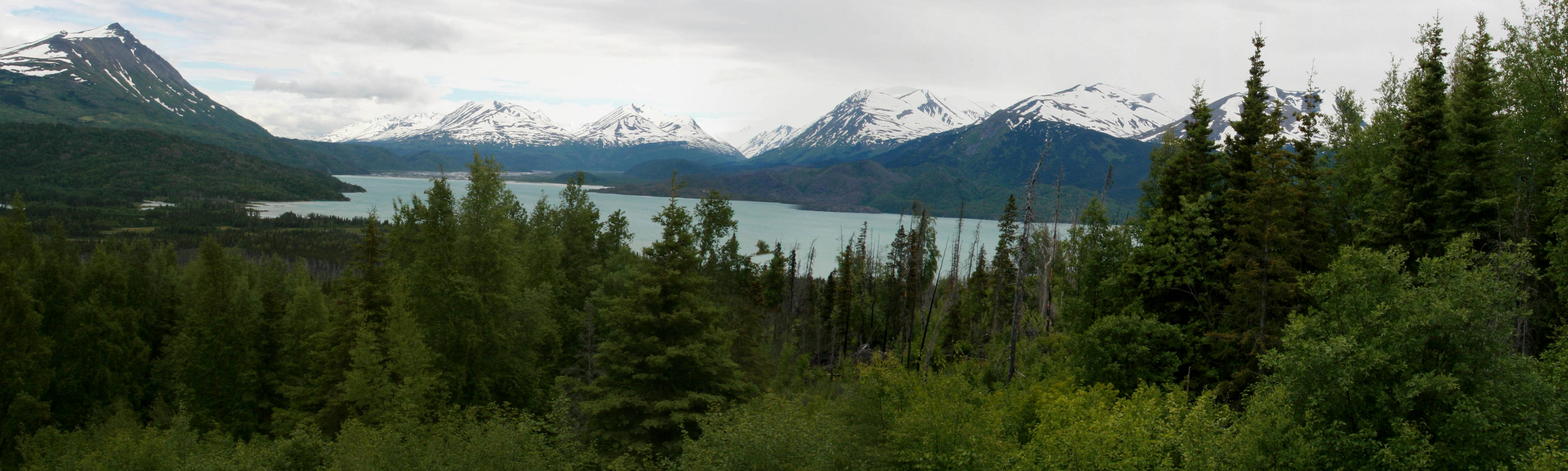
le Skilak Lake vu depuis la route

Il se situe à l'intérieur du Kenai National Wildlife Refuge. On y accède par la Skilak Lake Loop Road qui part de la Sterling Highway.
Le lac fait environ 24 kilomètres de long pour une profondeur de 161 mètres  Son eau est très claire, avec un fond rocheux, et peu de végétation aquatique.
De par sa proximité avec Soldotna (une demi-heure de route) et d'Anchorage (deux heures de route), Skilak Lake est une destination privilégiée pour les loisirs et le camping. On y pêche l'omble, la truite et le saumon. La navigation y est assez dangereuse, le lac étant souvent la proie de violents orages.